# Aketegi
Der Aketegi (baskisch) ist mit 1551 msnm der höchste Berg der Autonomen Gemeinschaft Baskenland und befindet sich im Aizkorri-Massiv. Er liegt in der Provinz Gipuzkoa.
Die normalen Aufstiegswege für Bergwanderer beginnen an der Wallfahrtskirche Arantzazu (ca. 2½ h) und im Ort Zegama (ca. 4½ h).